# San Juan (La Paz)
San Juan (uit het Spaans: "Sint-Jan") is een gemeente (gemeentecode 1213) in het departement La Paz in Honduras.
Op deze plaats lag eerst een landgoed met de naam Olla de Agua Caliente. Het hoorde bij de gemeente Aguanqueterique. Een van de stichters van het dorp heette Juan de Llanos. Het dorp is deels naar hem genoemd.

## Bevolking
De bevolking is als volgt verdeeld:
| Vrouwen | 1281 | 50,5% |
| Mannen  | 1258 | 49,5% |

## Dorpen
De gemeente bestaat uit vijf dorpen (aldea), waarvan het grootste qua inwoneraantal: San Juan (code 121301).